# Tylophora floribunda
Tylophora floribunda är en oleanderväxtart som beskrevs av Miquel. Tylophora floribunda ingår i släktet Tylophora och familjen oleanderväxter. Inga underarter finns listade i Catalogue of Life.